# Alessandra Barzaghi
Alessandra Barzaghi, all'anagrafe Alessandra Maria Barzaghi (Milano, 28 agosto 1981), è un'attrice e conduttrice televisiva italiana.

## Biografia
Nel 1999 si diploma alla Oxford International School of Languages di Milano, dove studia l'inglese, il francese e lo spagnolo. Dopo la laurea in Psicologia clinica conseguita all'Università Vita-Salute San Raffaele, partecipa alla fiction televisiva Incantesimo, nelle stagioni 6, 7 e 8 in onda rispettivamente nel 2003, 2004, e 2005. Partecipa anche ad altre fiction italiane. Il suo primo lungometraggio è 7 km da Gerusalemme (2006).
Nell'estate del 2005 presenta i giovani cantanti emergenti del Tim Tour 2005, spettacolo musicale estivo in 14 serate itinerante per le maggiori piazze d'Italia. Nel 2007 la sua interpretazione più significativa è in La figlia di Elisa - Ritorno a Rivombrosa, in cui interpreta il ruolo della marchesa Costanza Granieri Solaro.
Nel 2008 ritorna sul grande schermo con il film La fidanzata di papà, regia di Enrico Oldoini, e L'anno mille, regia di Diego Febbraro. Inoltre gira il film Guardando le stelle, regia di Stefano Calvagna, incentrato sul tema degli attacchi di panico. Nello stesso anno inizia a prestare la sua voce al doppiaggio di alcune serie tv  (es. Lucy nel nuovo doppiaggio di Dallas, Leslie in The Big Bang Theory ed altre serie)
Nel 2009 interpreta Tatiana in Caterina e le sue figlie 3, per la regia di Alessandro Benvenuti, Riccardo Mosca e Alessio Inturri, in onda nel 2010 su Canale 5. Simultaneamente lavora anche sul set de Il falco e la colomba, regia di Giorgio Serafini, miniserie tv in costume d'epoca cinquecentesca nella quale interpreta il ruolo di Marietta. Nello stesso anno è la voce italiana della protagonista di Borderland - Linea di confine e di Uma Thurman in Davanti agli occhi.
Dal 20 gennaio 2010, per quattro puntate, affianca Francesco Facchinetti e Martina Stella nel programma Il più grande (italiano di tutti i tempi), in onda in prima serata su Rai 2.
Dal 24 gennaio, invece, conduce su Rai 2 il programma della famiglia di Voyager A come avventura.
Il 20 giugno è al timone di Una voce per Padre Pio con Massimo Giletti e il 6 e il 15 agosto conduce con Fabrizio Gatta, su Rai 1, il programma pomeridiano Stessa spiaggia stesso mare. Dall'8 settembre affianca Francesco Facchinetti ad Extra Factor, il day time della quarta edizione di X Factor. Nel 2013 riceve un ruolo da co-protagonista nella serie Tv Pupetta - Il coraggio e la passione accanto a Manuela Arcuri.
Il 5 ottobre 2013 in coppia col ballerino Roberto Imperatori, partecipa alla prima puntata del popolare show Ballando con Stelle, ma la coppia viene eliminata nel corso della puntata e ha quindi subito dovuto abbandonare lo show.
Nel 2014 prende parte a 2 puntate, in ruolo di protagonista, nella serie Il peccato e la vergogna 2 accanto a Laura Torrisi.

## Filmografia

### Cinema
- 7 km da Gerusalemme, regia di Claudio Malaponti  (2007)
- La fidanzata di papà, regia di Enrico Oldoini (2008)
- L'anno mille, regia di Diego Febbraro (2008)
- Guardando le stelle, regia di Stefano Calvagna (2008)

### Televisione
- Carabinieri, regia di Raffaele Mertes – serie TV, Canale 5 (2003)
- Elisa di Rivombrosa, regia di Cinzia TH Torrini – serie TV, Canale 5 (2003)
- Incantesimo, regia di Alessandro Cane e Tomaso Sherman – serial TV, Rai Uno (2003-2005)
- La figlia di Elisa - Ritorno a Rivombrosa, regia di Stefano Alleva – miniserie TV, Canale 5 (2007)
- Pompei, ieri, oggi, domani, regia di Paolo Poeti (2007)
- Il falco e la colomba, regia di Giorgio Serafini – miniserie TV, Canale 5 (2009)
- Caterina e le sue figlie 3, regia di Alessandro Benvenuti, Alessio Inturri e Riccardo Mosca – miniserie TV, Canale 5 (2010)
- Baciati dall'amore, regia Claudio Norza – miniserie TV, Canale 5 (2011)
- Pupetta - Il coraggio e la passione, regia di Luciano Odorisio – miniserie TV, Canale 5 (2013)
- Il peccato e la vergogna 2 – miniserie TV, Canale 5 (2014)
- Rodolfo Valentino - La leggenda, regia di Alessio Inturri – miniserie TV (2014)
- Non è stato mio figlio – miniserie TV, Canale 5 (2016)
- Furore 2 – serie TV (2018)

## Programmi televisivi
- Il più grande (italiano di tutti i tempi) (Rai 2, 2010) - ospite fisso
- A come avventura (Rai 2, dal 2010)
- Una voce per Padre Pio (Rai 1, 2010)
- Stessa spiaggia stesso mare (Rai 1, 2010)
- eXtra Factor (Rai 2, 2010)
- I love Italy (Rai 2, 2011)
- Sabato academy (Rai 2, 2011)
- Battle Dance 55 (Rai 2, Rai Gulp, dal 2012)
- Sweet Sardinia (La 5, 2013)
- Ballando con le stelle (Rai 1, 2013) - concorrente